# Коврай (притока Дніпра)
Ковра́й — річка в Україні, в межах Золотоніського району Черкаської області. Ліва притока Дніпра (басейн Чорного моря). 

## Опис
Довжина 27 км, площа басейну 256 км². Похил річки 0,63 м/км. Долина широка, симетрична. Заплава заболочена. Річище помірно звивисте, його пересічна ширина — 4—5 м. Споруджено кілька ставків. 

## Розташування
Коврай бере початок біля села Франківка. Тече на південь і (місцями) на південний захід. Впадає до Дніпра (у Кременчуцьке водосховище) на південний захід від села Коврай. 